# Расова сегрегація в США
Расова сегрегація в США — політика примусового відокремлення білого населення США від інших етнічних груп (в основному темношкірих та індіанців).
Здійснювалася через різні соціальні перешкоди: роздільне навчання та виховання, розмежування посадочних зон (білі сидять попереду) в громадському транспорті тощо.
На законодавчому рівні расова сегрегація скасована, однак існує думка, що деякі її прояви зустрічаються і до сьогодні.

## Історія
Офіційно расова сегрегація існувала з прийняття в 1865 році 13-ї поправки до Конституції США, яка забороняла рабство. Її перші ознаки — окремі школи (для білих та чорних), окремий громадський транспорт (існував до 1970-х рр.), заборони на спільне проживання в готелях та мотелях, розділення кафе і ресторанів тільки для білих і «кольорових», чорношкірі військові підрозділи і таке інше.

## Сегрегація зараз
Заворушення й масові збройні виступи чорношкірих на півдні США відбувалися і в 1970-1980-х рр. Так, у Маямі для придушення виступів чорношкірих неодноразово залучалась  національна гвардія. Існує думка, що расова сегрегація не полишила навчальні заклади й тепер.
Також сегрегації за расовою ознакою в США піддавались індіанці, пуерториканці і мексиканці.